# Плавшинац
Плавшинац је насеље у општини Нови Град Подравски, у Копривничко-крижевачкој жупанији, у Републици Хрватској.

## Историја
Село Плавшинци је 1905. године православна парохија, којој су као парохијске филијале припадала околна села: Баковљани, Боровљани, Вирје, Влајисав, Глоговац, Дијелове, Ђурђевац, Јаворовац, Једушевац, Нови Град, и Срдинци.
Почетком 20. века политичка општина се налазила у Новом Граду Подравском, а црквена општина у месту. Од укупно 5464 дома, српских је било само 314. А од 22840 становника њих 1416 или 6,2% су били православни Срби. Село има српску православну цркву и комуналну школу, а пошта и брзојав су се налазили у поменутом седишту политичке општине.
Председник црквене општине 1905. године био је Јован Мишчић, а перовођа Илија Миловановић. Православна парохија је 4. платежне класе, има парохијски дом и сесију земље, као и српско православно гробље. Православне матрикуле су заведене 1778. године. 
Православни храм је посвећен Св. четвородневном Лазару, са иконостасом који је 1895. године осликао сликар Анастас Боцарић. Правослани парох је 1905. године поп Милан Димић родом из Српске Капеле.
Комунална школа у месту има школско здање из 1839. године у којој ради учитељ Никола Добричић. Редовну наставу је пратило 65 ђака а пофторну још 18.